# Ситник тонкий
Ситник тонкий (Juncus tenuis) — вид трав'янистих рослин з родини ситникових (Juncaceae), родом з Північної Америки; натуралізований, зокрема, у Євразії.

## Опис
Багаторічна трав'яниста рослина 10–40 см заввишки. Рослина утворює густі дернини. Стебла тонкі, біля основи вкриті бурими піхвами; нижні листки з маленькою шилоподібною пластинкою. Суцвіття щиткоподібно-волотисте, багатоквіткове. Листочки зеленої оцвітини тонко загострені. Коробочка коротше від оцвітини.

## Поширення
Батьківщиною виду є Канада, США й Мексика; натуралізований у Центральній Америці, Південній Америці, Європі, Азії, Австралії, Новій Зеландії, Макаронезії, ПАР, Мадагаскарі, Маврикії, о. Святої Олени.
В Україні вид зростає на лугах і болотах — в Закарпатті, Опілля, Правобережному Поліссі та Правобережного Лісостепу, дуже рідко.

## Галерея

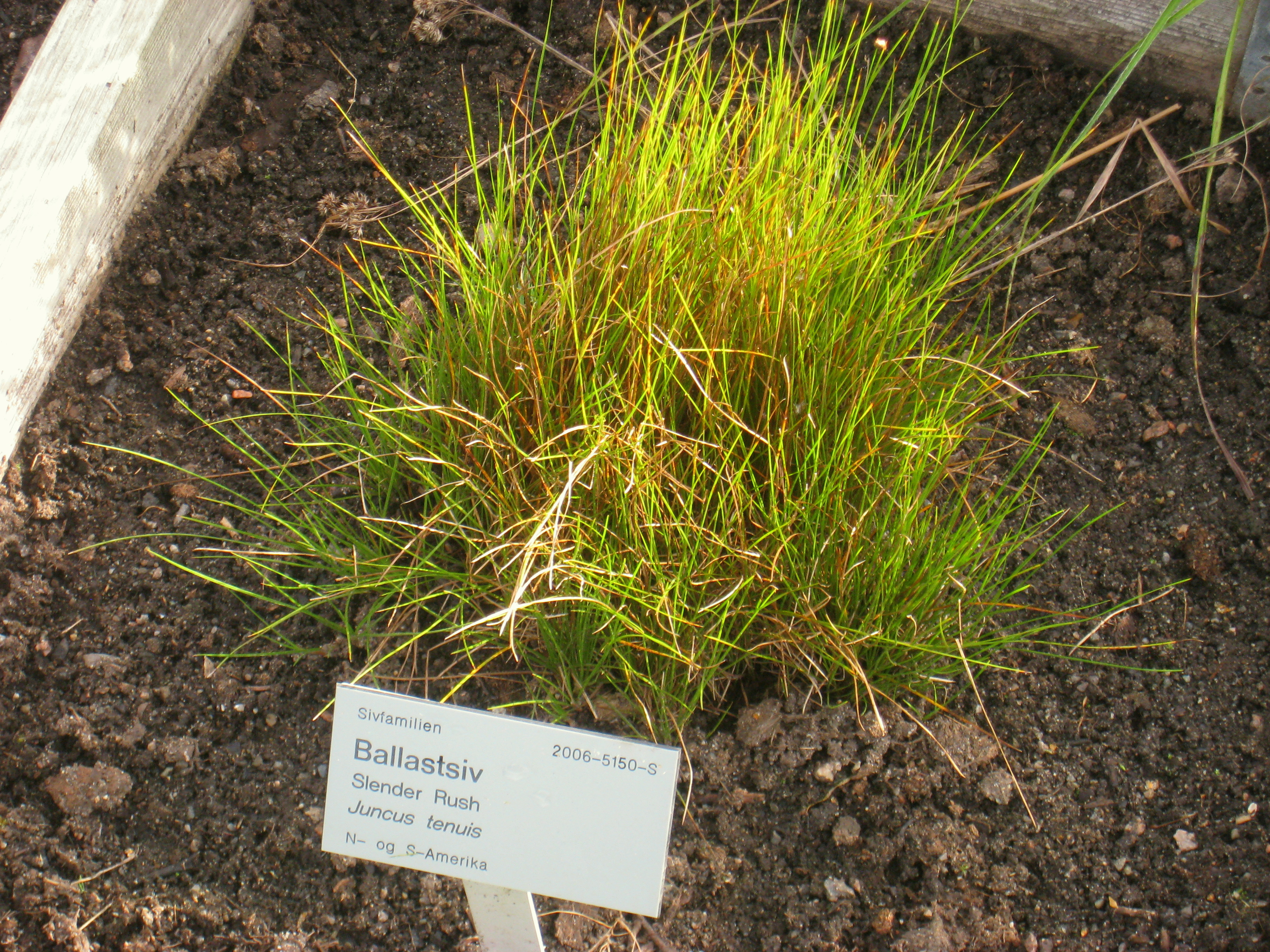
рослина
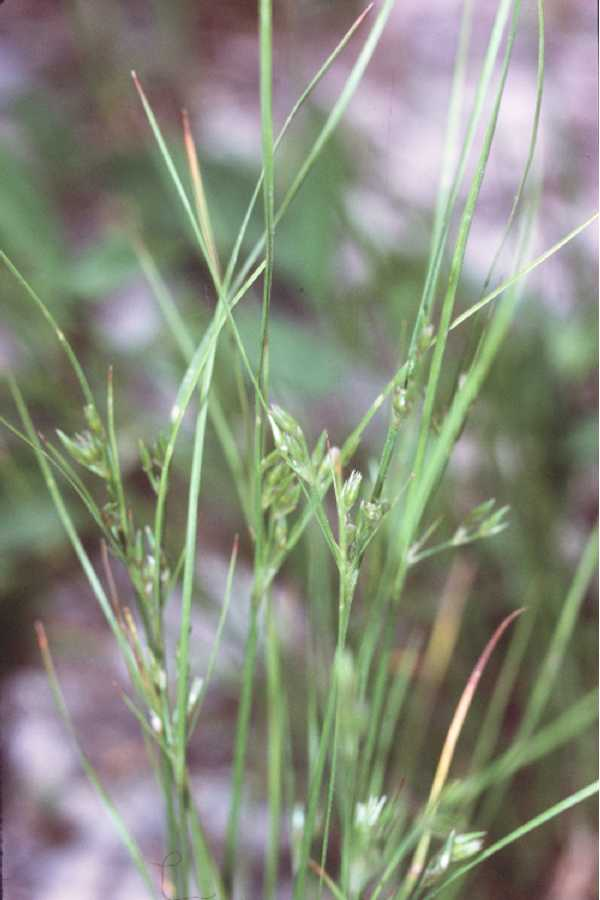
квітуча рослина
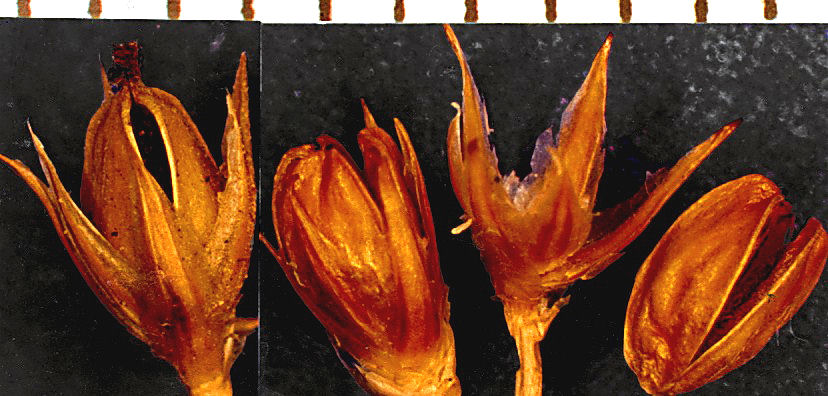
квіти
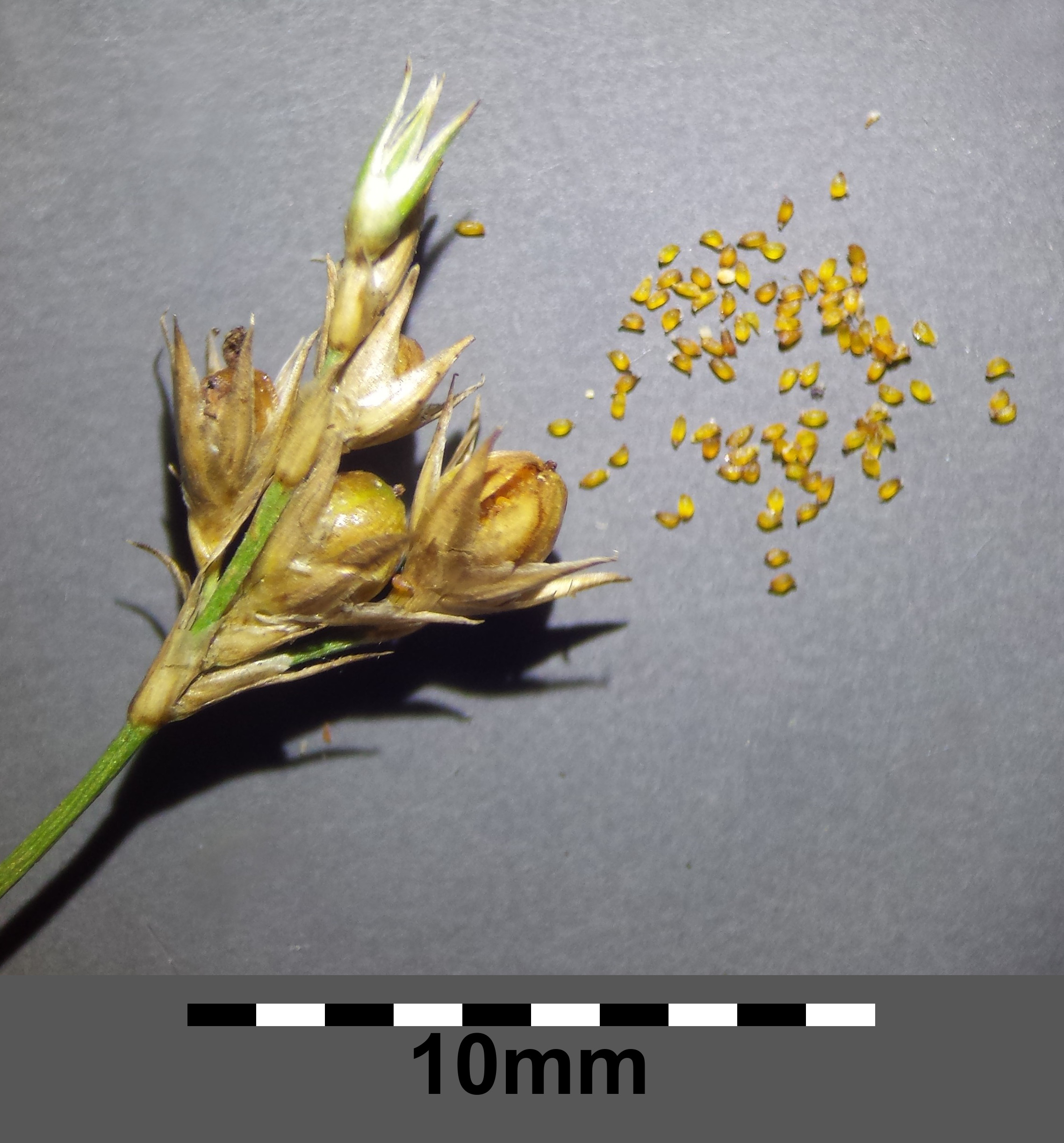
супліддя з насінням
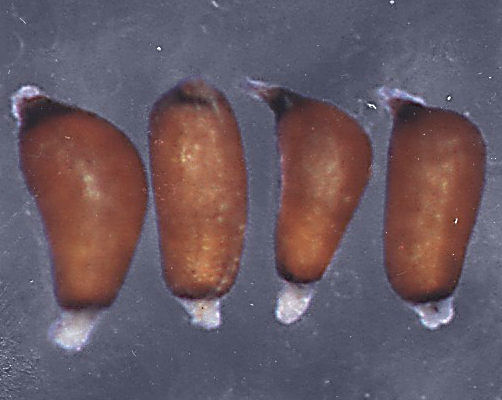
насіння
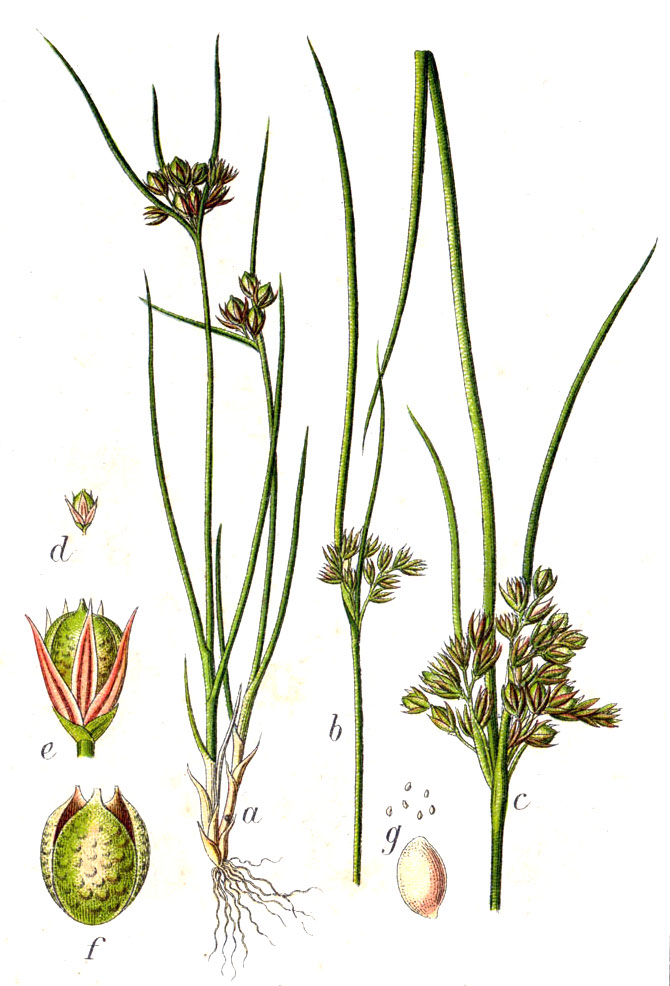
ілюстрація